# Sonate K. 465
La sonate K. 465 (F.409/L.242) en ut majeur est une œuvre pour clavier du compositeur italien Domenico Scarlatti.

## Présentation
La sonate K. 465 en ut majeur, notée Allegro, forme une paire avec la sonate précédente.

## Manuscrits
Le manuscrit principal est le numéro 12 du volume XI (Ms. 9782) de Venise (1754), copié pour Maria Barbara ; les autres sont Parme XIII 12 (Ms. A. G. 31418) et Münster II 60 (Sant Hs 3965). Une copie figure à la Morgan Library, manuscrit Cary 703 (no 116) et à Lisbonne, ms. FCR/194.1 (no 4).

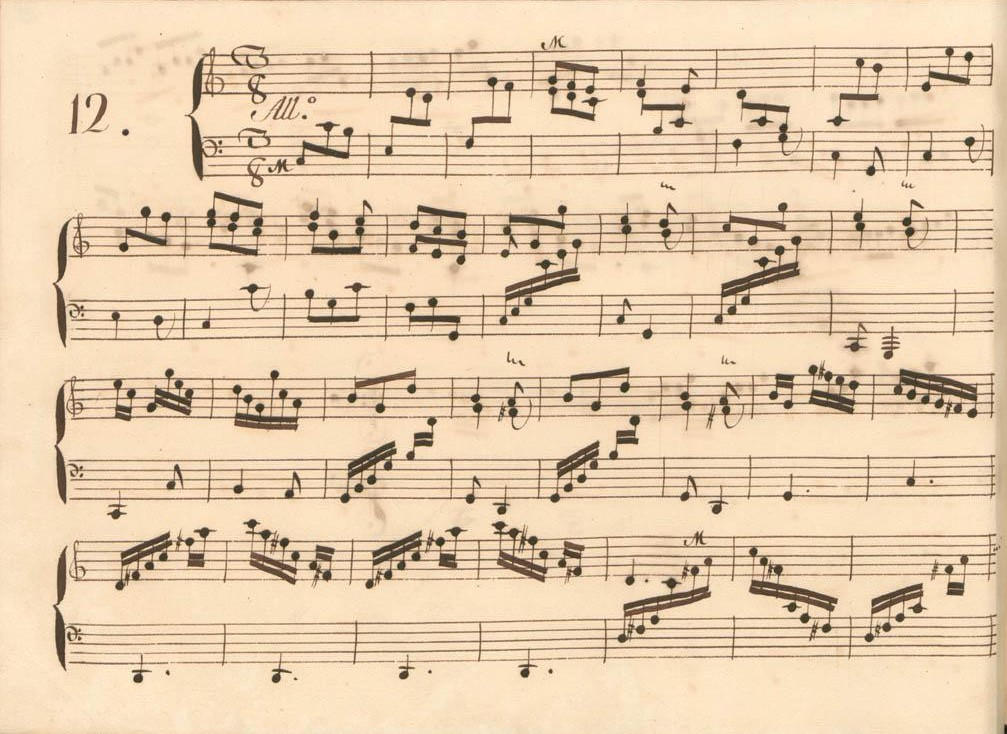
Parme XIII 12.
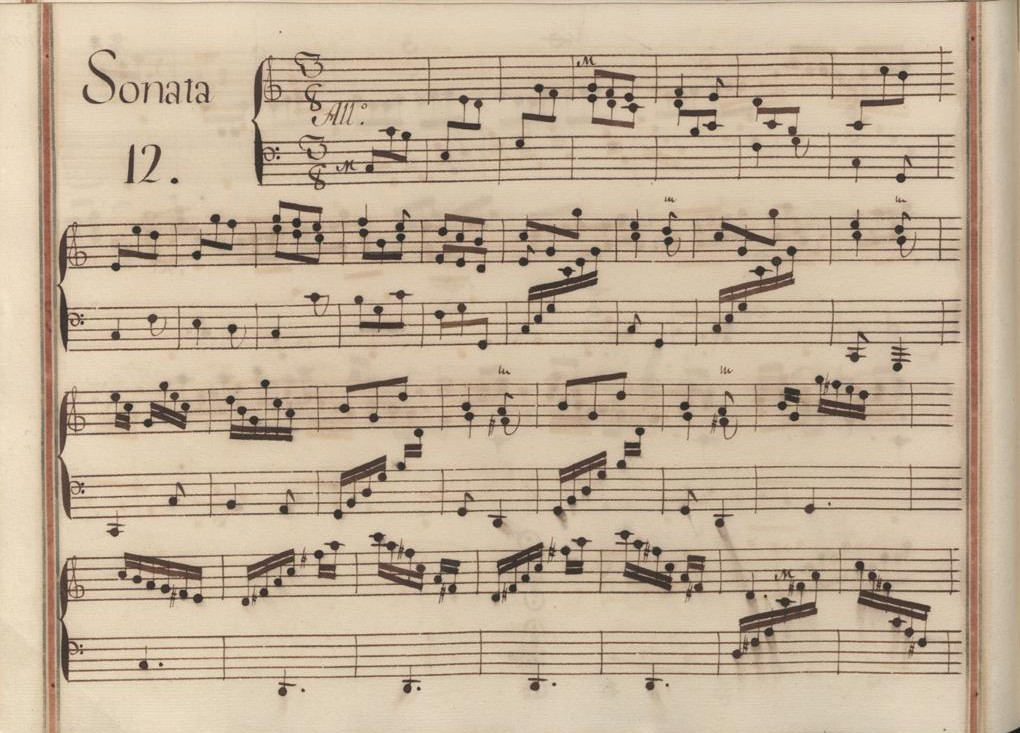
Venise XI 12.

## Interprètes
La sonate K. 465 est défendue au sein d'intégrales : au piano, notamment par Carlo Grante (2016, Music & Arts, vol. 5) et Alon Goldstein (2018, Naxos, vol. 24) ; au clavecin par Scott Ross (1985, Erato), Richard Lester (2004, Nimbus, vol. 4) et Pieter-Jan Belder (Brilliant Classics, vol. 10).

## Sources
: document utilisé comme source pour la rédaction de cet article.
- Ralph Kirkpatrick (trad. de l'anglais par Dennis Collins), Domenico Scarlatti, Paris, Lattès, coll. « Musique et Musiciens », 1982 (1re éd. 1953 (en)), 493 p. (ISBN 978-2-7096-0118-4, OCLC 954954205, BNF 34689181).
- Alain de Chambure, « Domenico Scarlatti : Intégrale des sonates — Scott Ross », Erato (2564-62092-2), 1985 (OCLC 891183737) .
- (es) Celestino Yáñez Navarro (thèse), Nuevas aportaciones para el estudio de las sonatas de Domenico Scarlatti. Los manuscritos del Archivo de Música de las Catedrales de Zaragoza, Université autonome de Barcelone, 2016 (lire en ligne)